# Claude Brumachon
 (novembre 2022).
Claude Brumachon, né le 2 mai 1959 à Rouen, est un danseur et chorégraphe français de danse contemporaine.

## Biographie
Claude Brumachon suit une formation en cours du soir aux Beaux-Arts de Rouen avant de découvrir la danse et d'être engagé comme danseur dans les Ballets de la Cité de Rouen de 1978 à 1980 dirigés par Catherine Atlani. C'est à cette période que se produit la rencontre à Paris avec Benjamin Lamarche qui deviendra dès lors son interprète privilégié et son assistant dans toutes ses créations.
Après un troisième prix au concours de Bagnolet en 1983, Claude Brumachon fonde sa compagnie l'année suivante appelée « Les Rixes ». En 1988 il remporte à nouveau au nouveau concours de Bagnolet, le prix du public, celui de la fondation Cointreau et le prix Bonnie Bird pour la pièce Texane.
En 1992, il prend la direction du Centre chorégraphique national de Nantes dont Benjamin Lamarche deviendra codirecteur en 1996.

## Style chorégraphique
Les créations de Brumachon s'inspirent du vivant et des relations entre les êtres, avec une très forte inspiration visuelle des grands peintres classique allant de Michel-Ange à Francis Bacon, et de la sculpture d'Antoine Bourdelle qu'il a étudiée aux Beaux-Arts. Claude Brumachon cite également le cinéaste Pier Paolo Pasolini. Le style de sa danse est très figuratif, explicite et brutal.
De nombreuses créations de Claude Brumachon associent les danseurs du CCN de Nantes et ceux des pays visités ou lieux de résidence comme le Chili, le Nigéria, les Philippines (Ballet national), la Finlande (Ballet Raatiko), la République tchèque et l'Argentine. Claude Brumachon et Benjamin Lamarche ont aussi créé de nombreuses pièces chorégraphiques avec des enfants ainsi qu'avec des enfants ou des adolescents handicapés.

## Principales chorégraphies
Pratiquement l'ensemble des chorégraphies de Claude Brumachon ont été créées en collaboration avec Benjamin Lamarche :
- 1988 : Texane, au Prisme Élancourt
- 1988 : Le Piédestal des vierges, au festival Lancelot du Lac/Bagnoles de l'Orne
- 1989 : Folie, à l'ARC du Creusot
- 1990 : L'Enfant et les Sortilèges pour le ballet de l'Opéra de Nantes
- 1991 : Fauves
- 1992 : Les Indomptés
- 1992 : Lame de Fond, au Festival de danse d'Aix-en-Provence
- 1992 : Les Déambulations de Lola (hommage à Jacques Garnier), au Théâtre Graslin de Nantes
- 1993 : Émigrants, lors de la biennale du Val-de-Marne
- 1993 : Nina ou la Voleuse d'esprit
- 1993 : Les Amants gris, au CNSMD de Paris
- 1994 : Bohèmes (homme), CCN de Nantes
- 1995 : Les Avalanches, à Saint-Denis (La Réunion)
- 1996 : Icare (solo pour Benjamin Lamarche), lors du 50e festival d'Avignon
- 1996 : Les Larmes des dieux, à Lagos au Nigéria
- 1997 : Bohèmes (femme) et Une aventure extraordinaire
- 1998 : Humains dites-vous !, à La Coursive de La Rochelle et au Festival d'Avignon (cour du lycée Saint-Joseph)
- 1999 : Hôtel Central, au Moulin du Roc de Niort
- 2000 : Les Chemins oubliés, au théâtre de Grasse
- 2000 : Imprévu ou les Porteurs de rêve avec Martine Clary
- 2000 : Pinocchio (pour les enfants de l'école de Malakoff)
- 2001 : Les Coquelicots sauvages, à la Maison de la culture de Loire-Atlantique à Nantes
- 2001 : Rebelles, au théâtre des Gémeaux de Sceaux
- 2002 : Le Témoin
- 2002 : L'Ombre des mots (pour les élèves comédiens du CNR de Nantes)
- 2002 : Gulliver (pour les enfants de Malakoff)
- 2003 : Écorchés vifs, pour le Musée Bourdelle[2]
- 2003 : Boxeurs et Vagabondes, au palais des Congrès du Mans
- 2003 : L'Héroïne ou la Gloire imprudente, pour le ballet de Lorraine à Nancy.
- 2003 : Soudain l'insolence (pour les danseurs du Centre national de danse contemporaine d'Angers)
- 2004 : Le Festin
- 2005 : La Mélancolie des profondeurs, avec l'ensemble « A sei voci » au CCN de Nantes
- 2005 : Orphée, au Grand théâtre de Limoges
- 2005 : Les Petits Poètes (avec les enfants de l'école de Maisoneuve), au Grand T de Nantes.
- 2006 : Ellipse
- 2007 : Histoire d'Argan le visionnaire, au Grand T de Nantes
- 2007 : Silence et Phobos
- 2008 : Androgyne et Le Labyrinthe, au théâtre Graslin de Nantes
- 2009 : Merveilleux (pour les enfants de l'école de Maisoneuve), au Grand T de Nantes
- 2009 : Les Fugues (pour des adolescents), aux Prismes-Élancourt
- 2009 : Les Explorateurs de temps, lors du festival Handiclap avec l'école la Durantière Adolescents à lourd handicap.
- 2009 : La Désobéissance, à l'Olympia d'Arcachon
- 2010 : Le Prince de verre au théâtre national de Chaillot
- 2010 : Liberté, au Grand T de Nantes
- 2011 : Foudre, pour le JBI[Quoi ?] à Cannes
- 2011 : Adrénaline, au Teatro Vascello de Rome
- 2011 : Absalon l'insurgé, au Théâtre Graslin de Nantes
- 2011 : La Traversée (projet APAJH, adolescents handicapés)
- 2012 : Ashbury St., au BIS[Quoi ?] de Nantes
- 2012 : Opulences tragiques, pour le Musée des beaux-arts de Nantes[2]
- 2012 : La conséquence, au Teatro el Cubo de Buenos Aires
- 2012 : D'indicibles violences, festival « Le Temps d'aimer la danse », Biarritz[3]
- 2013 : Parfois une hirondelle, pour le Ballet de l'Opéra de Bordeaux au Grand Théâtre (Bordeaux)
- 2013 : Bruissement de volupté, au Théâtre Graslin de Nantes
- 2014 : Les Exilés, au musée Zadkine à Paris
- 2014 : La Fulgurance du vivant, lors du Festival « le Temps d'aimer la danse » à Biarritz

## Documentaires
- 1999 : Hôtel Central, film de François Gauducheau (52 min). Dix sept danseurs sont choisis par Claude Brumachon pour participer à la création sur plusieurs mois d'une pièce importante, Hôtel Central, une histoire d'un huis clos qui réunit et oppose chorégraphe et interprètes. La création est un voyage initiatique tour à tour exaltant et douloureux, que chacun vit en fonction de ses rêves et de ses désirs. Le film se termine au moment où les danseurs entrent en scène lors de la première de la pièce.
- 1992 : La Chambre des passions, film de François Gauducheau (26 min). Création vidéo d'après une chorégraphie de Claude Brumachon Le Palais des vents avec les danseurs du Centre chorégraphique national de Nantes.

## Décorations
- Commandeur de l'ordre des Arts et des Lettres (2016)[4].